# Södra Bomhus
Södra Bomhus är en stadsdel i Gävle, belägen söder om Bomhus (därav namnet) omkring 5 km. sydost om Gävle centrum. Bygget av stadsdelen påbörjades på 1980-talet. Björsjön var tidigare en sjö med badplats, som dränerades när husbygget påbörjades. Nu återstår endast sumpmark.
Stadsbussarna i Gävle busslinjer 3 och 12 har hållplatser i Södra Bomhus; Vikingavägen, Kokstensvägen, Domarringen, Vikingaskolan, Björsjö, Hövdingavägen, Tjärdalsgatan, Trumslagarvägen och Tranmur. Den tre sistnämnda trafikeras bara av linje 3.
I stadsdelen finns en pizzeria, en skola, tre förskolor, Björsjökyrkan och ett ICA Nära. De flesta som bor i Södra Bomhus är barnfamiljer och pensionärer. Villor och radhus är de vanligaste bostadstyperna.